# 聖彼得曼克羅夫特教堂
聖彼得曼克羅夫特教堂（St Peter Mancroft）是英格蘭諾福克郡諾里奇的一座英國國教會的教區教堂。這座教堂是諾里奇最大的教堂，修建於1430年至1455年期間。聖彼得曼克羅夫特教堂是大教堂群的成員之一。

## 外部連結
- 官方网站
- Book review article about the medieval stained glass in the church https://web.archive.org/web/20080704061719/http://www.vidimus.org/archive/issue_1_2006/issue_1_2006-04.html